# Cis litteratus
Cis litteratus là một loài bọ cánh cứng trong họ Ciidae. Loài này được Fauvel miêu tả khoa học năm 1904.